# Franz 1. af Liechtenstein
Franz I af Liechtenstein (født 28. august 1853 på Burg Liechtenstein ved Mödling i Niederösterreich, død 25. juli 1938 i Feldsberg i Bøhmen) var fyrste af Liechtenstein fra 1929 til 1938.
Han var søn af Alois 2. af Liechtenstein. Hans storebror, som var huset Liechtensteins og fyrstedømmets overhoved før ham, var Johan 2. af Liechtenstein. Franz I var gift med Elisabeth Guttman (1875-1947) fra 1929, hvilket var hendes andet ægteskab. Franz abdicerede i 1938 og efterfulgtes af Franz Josef 2. af Liechtenstein, som var barnebarn af hans ældste fætter og hans søster Henriette.